# إينيباك
إينيباك (بالنرويجية: Enebakk)‏ هي بلدية في مقاطعة آكرشوس في النرويج وتعد جزءاً من منطقة فولو التاريخية. المقر الإداري للبلدية هو قرية كيركابيغدا. تأسست البلدية سنة 1838 وفي عام 1962 تم ضم جزء من بلدية أينيباك الواقع شرق بحيرة أويرين إلى بلدية فيت.

## التسمية
سميت البلدية نسبة إلى مزرعة إينيباك لأن أول كنيسة في المنطقة بنيت هناك. الجزء الأول مشتق من كلمة «إيغن» وهو اسم لنهر (معنى الاسم غير معروف) أما الجزء الثاني فهو مشتق من كلمة «باكي» وتعنى ضفة النهر. قديما كانت المنطقة تدعى أيضا بسام إيغناردالر وتعنى «وادي إيغن». قبل 1921 كان الاسم يهجأ Enebak.

## شعار النبالة
اعتمد في 12 ديسمبر/كانون الأول 1986 وهو مستلهم من لوحدة موجودة في الكنيسة المحلية يعود تاريخها لأوائل القرن الـ17 وتصور أربع صلبان فضية مع خلفية خضراء في إشارة إلى الأجزاء الأربعة التي تشكل البلدية.

## الجغرافيا
تقسم إينيباك إلى أربعة مناطق: فلاتيبي، كيركابيغدا، يترا أينيباك وهي الأقرب للعاصمة أوسلو.
أعلى نقطة في البلدية هي قمة فارداسن (374 مترا فوق سطح البحر) الواقعة بين بحيرتي بورترفان وأويرين.
إينيباك تبعد 30 كيلومترا عن حدود العاصمة أوسلو ومن السهل الوصول إلى العاصمة عن طريق خط من الحافلات. لغاية 2004 لم تشتمل البلدية على محطة قطارات.

## الجماعات العرقية
عدد الأقليات (الجيل الأول والثاني) في أينبياك حسب بلد الأصل 2015.
| بلد الأصل | عدد السكان |
| --------- | ---------- |
| بولندا    | 300        |
| باكستان   | 116        |
| ليتوانيا  | 101        |
| السويد    | 81         |
| ألمانيا   | 61         |
| إيران     | 57         |
| الفلبين   | 43         |
| الدنمارك  | 39         |

## اتفاقيات التوأمة
لإينيباك اتفاقية توأمة مع:
- هامارو، محافظة ورملاند.

## الروابط الخارجية
- معلومات حول البلدية في موقع الإحصاءات النرويجي.
- معنى كلمة Enebakk في Wiktionary.